# Raça de gos

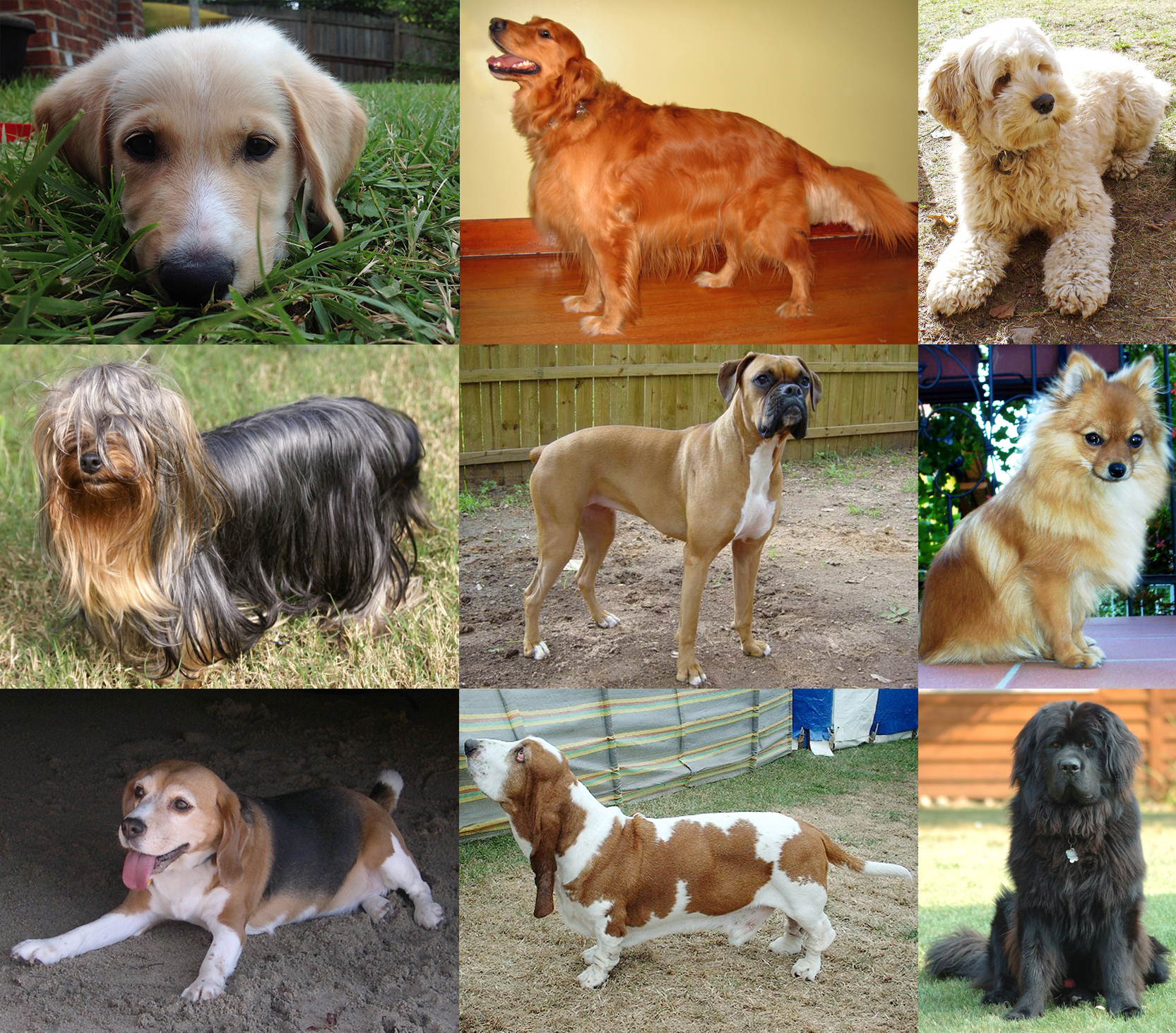
Aquesta imatge mostra la diferència de mides, colors, pelatges, constitucions físiques entre algunes de les més de 300 races de gossos registrades.

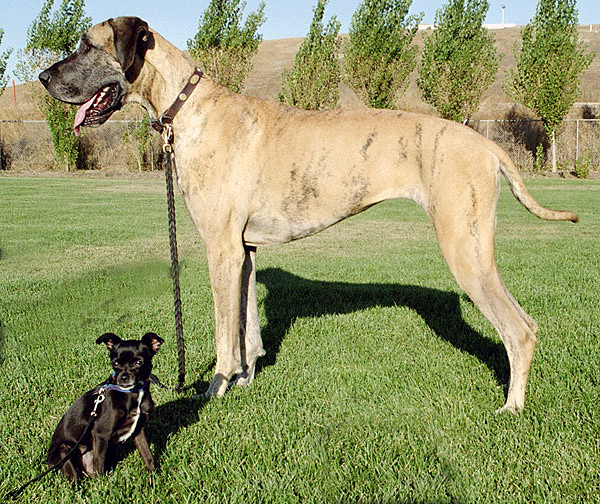
Aquesta imatge d'un chihuahua i un gran danès mostra la gran diferència de mida entre diferents races de gos.

Una raça de gos o raça canina és un grup de gossos que tenen característiques molt similars o gairebé idèntiques en la seva aparença o comportament, o generalment en ambdós, sobretot perquè venen d'un sistema selecte d'avantpassats que tenien les mateixes característiques. Els gossos han estat criats selectivament per aconseguir característiques específiques durant milers d'anys. La selecció s'hauria centrat inicialment en la domesticació i en comportaments útils com ara habilitats per la caça. Més endavant, els gossos també foren seleccionats per obtenir morfologies atractives i distintives, donant com a resultat una gran varietat de tipus. Com a gos de treball el gos ha tingut moltes utilitats diferents com per exemple com a gos de caça, gos d'aigua, gos cobrador, gos llebrer, gos pastor, gos bover, gos policia, gos de trineu, etc. Donant lloc a formes molt diverses com per exemple el gos molós, el mastí, el dog, i com a animal de companyia creant grups de races com els spitz, bracs, terriers, retrievers, spaniels, schnauzers, pinschers, etc.
Moltes races tradicionals de gossos reconegudes per les principals associacions de registres canins es denominen "races pures". Només els individus dels quals els pares i avantpassats són de raça pura es consideren com a pertanyents a aquesta raça. Aquest concepte ha causat controvèrsia degut a la dificultat de regulació i a les possibles conseqüències genètiques d'una població limitada (endogàmia). S'han realitzat treballs recents per classificar les diferents races, amb resultats sorprenents respecte a les estimacions de l'edat de la raça i les seves interrelacions. La Federació Cinològica Internacional és l'organisme que s'encarrega de la regulació de les races canines, molt extenses i populars gràcies a les exposicions canines, les curses de llebrers, i més recentment, gràcies a esports com el schutzhund i l'agility.
Als gossos sense una raça definida se'ls coneix popularment amb el nom genèric de "petaner", als gossos que tenen com a mínim un pare de raça se'ls anomena "mestís de (nom de la raça)".

## Genètica
Les races de gossos, gràcies als avenços actuals, han pogut ser analitzades a través de la genètica. Els marcadors genètics (microsatèl·lit i polimorfismes mononuclears) han estat analitzats i una mostra representativa de 85 races van ser col·locades en quatre grups, tenint com a criteri avantpassats comuns. El grup 1 es creu que és el més antic, fins i tot pel que fa a gossos d'Àfrica i d'Àsia. Els del grup 2 són del tipus mastins; el grup 3 són gossos de pasturatge, i el grup 4 gossos moderns de caça (en la seva majoria desenvolupats a Europa el segle xix com els terriers.)
- Nota: les relacions descobertes a través de la genètica poden no coincidir amb les classificacions històriques "oficials" de les races .  La següent llista de races es basa en la investigació genètica, no en creences tradicionals sobre les races de gossos.

| - Akita o akita inu - Basenji - Chow-chow - Husky siberià - Llebrer afganès - Llebrer irlandès - Lhasa apso - Malamut d'Alaska - Pequinès - Saluki o llebrer persa - Samoied - Shar-pei - Shiba inu - Shih-tzu - Terrier tibetà |

| - Bover de Berna - Bòxer - Bulldog anglès - Bulldog francès - Bullmastiff - Bull terrier o Bull terrier anglès - Gran bover suís | - Labrador retriever - Mastí anglès o Mastiff - Pastor alemany - Pomerània - Presa canari - Rottweiler - Terranova |

| - Beauceron - Berger picard - Border collie - Borzoi o llebrer rus - Briard - Collie - Gos d'atura català - Gos de Sant Bernat - Llebrer anglès o Greyhound - Pastor australià - Kelpie australià - Pastor belga - Pastor croata - Pastor d'Anatòlia - Pastor dels Pirineus - Pastor holandès - Pastor de Shetland - Pug o carlí - Tervuren belga |

| - American hairless terrier o terrier nu americà - Bobtail o antic gos pastor anglès - Basset hound - Beagle - Bichon frisé - Bloodhound - Ca eivissenc o coniller eivissenc - Cairn terrier - Caniche - Cavalier King Charles spaniel - Chesapeake Bay retriever - Chihuahua - Clumber spaniel - Cocker spaniel americà - Cocker spaniel anglès | - Dachshund o teckel - Doberman o doberman pinscher - Elkhound de Noruega - Flat-coated retriever - Fox terrier - Golden retriever - Gos d'aigua americà - Gos d'aigua portuguès - Gran danès o dog alemany - Llebrer italià - Keeshond - Kerry blue terrier - Komondor - Kuvasz - Papillon spaniel - Pharaoh hound - Pòinter | - Brac alemany de pèl curt - Rhodesian ridgeback - Schipperke - Schnauzer gegant - Schnauzer miniatura - Schnauzer estàndard - Setter irlandès - Springer spaniel gal·lès - Terrier australià - Terrier d'Airedale - Terrier de Bedlington - Terrier irlandès - Terrier de Manchester - West Highland White Terrier - Whippet |

Altres races no incloses a la classificació (per ordre alfabètic): 
| - Affenpinscher - Alà espanyol o bulldog espanyol - American Staffordshire Terrier - Gos d'aigua francès o Barbet - Beauceron - Bearded Collie - Berger picard - Bichon maltès - Bover de Flandes - Border Collie - Brac (grup de races) - Brac alemany de pèl curt - Brac alemany de pèl dur - Brac d'Alvèrnia - Brac de l'Arieja - Brac de Saint Germain - Brac de Weimar - Brac francès - Brac hongarès - Brac italià - Brac tirolès - Briard - Ca de bestiar - Ca de bou - Ca de conills - Ca eivissenc - Ca mè mallorquí | - Cocker spaniel anglès - Coonhound negre i bronze - Corgi gal·lès de Pembroke - Corgi gal·lès de Cardigan - Curly coated retriever - Dàlmata - Dog argentí - Épagneul blau de Picardia - Épagneul picard - Field spaniel - Fox terrier - Fox terrier de pèl dur - Fox terrier de pèl llis - Fox terrier xilè - Foxhound - Foxhound americà - Gos d'aigua espanyol - Gos d'aigua irlandès - Gos d'atura aranès - Gos d'atura català - Gos de muntanya dels Pirineus - Gos llebrer - Gos ratoner andalús - Gos ratoner mallorquí - Gos rater valencià - Grifó belga | - Grifó blau de Gascunya - Grifó de Brussel·les - Grifó nivernès - Harrier - Hovawart - Landseer - Llebrer escocès o deerhound - Llebrer espanyol - Llebrer italià - Gos majorero - Mastí dels Alps - Mastí americà - Dog de Bordeus - Mastí brasiler o fila brasileiro - Mastí japonès o Tosa Inu - Mastí napolità - Mastí dels Pirineus - Mastí espanyol o mastí lleonès - Mastí tibetà - Norwich terrier - Pachon navarrès - Papillon spaniel - Pastor basc - Pastor d'Anatòlia - Pastor holandès - Pastor garafiano - Pastor lleonès | - Pastor dels Pirineus - Pastor polonès de les planes - Perdiguer de Burgos - Perdiguer portuguès - Pinscher alemany - Pinscher nan o pinscher miniatura - Pitbull terrier americà o pitbull terrier - Podenc andalús - Podenc canari - Presa canari - Rastrejador espanyol - Setter - Setter anglès - Sloughi - Spaniel (grup de races) - Spitz (grup de races) - Spitz japonès - Terrier brasiler - Boston Terrier - Terrier de Jack Russel - Terrier de Yorkshire - Terrier escocès - Terrier txec - Terrier gal·lès - Villano de Las Encartaciones - Xarnego valencià - Xinès crestat nan |

## Races canines espanyoles
Les races canines autòctones de l'Estat espanyol són les que figuren a continuació: alà espanyol, llebrer espanyol, ca de bestiar (pastor mallorquí), ca de bou (presa mallorquí), ca de conills (coniller de Menorca), ca eivissenc (podenc eivissenc), ca mè mallorquí, ca rater mallorquí (ratoner mallorquí), gos rater valencià (ratoner valencià), gos ratoner andalús, pastor basc, pastor lleonès, gos d'atura català (pastor català), mastí dels Pirineus, mastí espanyol o mastí lleonès, pastor garafiano, perdiguer de Burgos, pachon navarrès, gos d'aigua espanyol, gos majorero, presa canari, podenc andalús, podenc canari, rastrejador espanyol, can de palleiro, Villano de Las Encartaciones, xarnego valencià.